# Hans Leenders (football)
Pour les articles homonymes, voir Hans Leenders.
Hans Leenders, né le 21 septembre 1980 à Hasselt, est un joueur de football belge aujourd'hui retraité. Il évoluait comme défenseur central. Il est surtout connu pour les cinq saisons qu'il passe au KRC Genk, où il remporte un titre de champion de Belgique en 2002. Il prend sa retraite sportive en 2008.

## Carrière
Limbourgeois de naissance, Hans Leenders effectue sa formation au RFC Liège, dont il intègre l'équipe première, qui évolue alors sous le nom de « Royal Tilleur Football Club Liégeois », en 1998. Il joue son premier match officiel le 14 avril 1999 face au KV Turnhout et fête sa première titularisation dix jours plus tard à domicile contre Geel. En fin de saison, il est transféré par le KRC Genk, récent champion de Belgique. Dans un club où la concurrence est très forte, il ne joue aucun match avec l'équipe première durant sa première saison. Il doit attendre le 1er avril 2001 pour jouer son premier match en étant titularisé lors d'un déplacement à Harelbeke.
À partir de la saison suivante, il est plus souvent titularisé par l'entraîneur Sef Vergoossen. Il inscrit son premier but en championnat le 4 novembre 2001 face au Standard de Liège, qui permet à son équipe de décrocher le match nul un but partout. Il joue au total 22 rencontres pendant la saison, dont 21 dans l'équipe de départ, et participe ainsi activement à la conquête du titre de champion en fin de saison. Il se blesse durant la préparation de la saison suivante et ne revient dans l'équipe qu'en décembre puis dispute douze matches de championnat. La saison suivante, le club se renforce et change d'entraîneur, ce qui renvoie Hans Leenders sur le banc des remplaçants voire en tribune. En janvier 2004, il est prêté pour six mois à Heusden-Zolder, le club satellite du Racing Genk qui lutte pour son maintien parmi l'élite. Il ne parvient pas à s'y imposer et ne joue que six rencontres avec le club, finalement relégué. Son contrat à Genk n'est pas prolongé et il signe pour trois ans au KSK Tongres, qui milite en Division 3.
Dans la cité des éburons, Hans Leenders retrouve une place de titulaire et apporte son expérience de la D1 à une équipe très jeune. Il dispute la majorité des rencontres durant les deux saisons qui suivent son arrivée, ne manquant des matches qu'à la suite de suspensions. Durant la deuxième moitié de la saison 2006-2007, il perd progressivement sa place dans le onze de base, à la fois à cause de ses suspensions et de petites blessures. Son contrat arrivant à échéance en juin 2007, la direction décide de ne pas le prolonger et il se retrouve libre. Il s'engage pour un an au KESK Leopoldsburg, un club de Promotion, où il joue encore un an avant de ranger définitivement ses crampons, à seulement 28 ans.

## Palmarès
- 1 fois champion de Belgique en 2002 avec le KRC Genk

## Statistiques
| Saison                | Club                  | Championnat           | Championnat | Championnat | Coupe(s) nationale(s) | Coupe(s) nationale(s) | Total | Total |
| Saison                | Club                  | Division              | M.          | B.          | M.                    | B.                    | M.    | B.    |
| 1998-1999             | R. Tilleur FC Liège   | Division 2            | 3           | 0           | 0                     | 0                     | 3     | 0     |
| 1999-2000             | KRC Genk              | Division 1            | 0           | 0           | 0                     | 0                     | 0     | 0     |
| 2000-2001             | KRC Genk              | Division 1            | 4           | 0           | 0                     | 0                     | 4     | 0     |
| 2001-2002             | KRC Genk              | Division 1            | 22          | 1           | 2                     | 0                     | 24    | 1     |
| 2002-2003             | KRC Genk              | Division 1            | 12          | 0           | 0                     | 0                     | 12    | 0     |
| 2003-2004             | KRC Genk              | Division 1            | 2           | 0           | 1                     | 0                     | 3     | 0     |
| 2003-2004             | Heusden-Zolder SK     | Division 1            | 6           | 0           | 1                     | 0                     | 7     | 0     |
| 2004-2005             | KSK Tongres           | Division 3            | 23          | 1           | 0                     | 0                     | 23    | 1     |
| 2005-2006             | KSK Tongres           | Division 3            | 12          | 2           | 2                     | 0                     | 14    | 2     |
| 2006-2007             | KSK Tongres           | Division 3            | 19          | 0           | 3                     | 0                     | 22    | 0     |
| 2007-2008             | KESK Leopoldsburg     | Promotion             | 15          | 0           | 2                     | 0                     | 17    | 0     |
| Total sur la carrière | Total sur la carrière | Total sur la carrière | 118         | 4           | 11                    | 0                     | 129   | 4     |